# Sutunurca
Sutunurca (łac. Diocesis Sutunurcensis) – stolica historycznej diecezji w Cesarstwie rzymskim w prowincji Afryka Prokonsularna, sufragania metropolii Kartagina. Współcześnie w Tunezji. Obecnie katolickie biskupstwo tytularne.

## Biskupi tytularni
| Lp. | Biskup                            | Funkcja                                          | Od               | Do                   |
| --- | --------------------------------- | ------------------------------------------------ | ---------------- | -------------------- |
| 1   | Rafael María Nze Abuy             | wikariusz apostolski Río Muni (Gwinea Równikowa) | 9 sierpnia 1965  | 3 maja 1966          |
| 2   | Antônio do Carmo Cheuiche         | biskup pomocniczy Porto Alegre (Brazylia)        | 2 kwietnia 1969  | 14 października 2009 |
| 3   | Salutaris Libena                  | biskup pomocniczy Dar-es-Salaam (Tanzania)       | 28 stycznia 2010 | 14 stycznia 2012     |
| 4   | Médard Léopold Ouédraogo          | biskup pomocniczy Wagadugu (Burkina Faso)        | 28 maja 2012     | 16 czerwca 2022      |
| 5   | António Manuel Bogaio Constantino | biskup pomocniczy Beiry (Mozambik)               | 13 grudnia 2022  |                      |